# حسابگر ذهنی
حسابگر ذهنی (انگلیسی: Mental calculator) فردی را توصیف می‌کند با توانایی شگرفی در محاسبه ذهنی (توانایی‌هایی چون جمع، تفریق، ضرب یا تقسیم اعداد بزرگ). برترین حسابگران ذهنی هر دو سال در جام جهانی محاسبه ذهنی رقابت می‌کنند. در ۲۵ سپتامبر ۲۰۱۶ یوکی کیمورای ۲۷ساله به جای گرنت تاکار ۱۳ساله هندی، قهرمان جهان شد (۲۰۱۸–۲۰۱۶). در سال ۲۰۰۵ گروهی از پژوهشگران به رهبری مایکل اوبویل، روان‌شناس آمریکایی که پیش‌تر در استرالیا کار می‌کرد و امروزه در دانشگاه فناوری تگزاس است، از ام‌آرآی برای اسکن جریان خون در مغز نوابع محاسبه ذهنی، حین عملیات محاسبه استفاده کردند. این بررسی نشان داد جریان خون در بخش‌هایی از مغز این نوابغ که به عملیات‌های ریاضی واکنش نشان می‌دهد، نسبت به افزایش عادی جریان خون هنگام تغییر وظایف در مغز، بیشتر است.
پیش از به‌کارگیری ماشین‌حساب‌های مدرن و کامپیوترها، تقاضای زیادی برای استفاده از حسابگران ذهنی در مراکز پژوهشی چون سرن وجود داشت.